# De eindafrekening 1985
De eindafrekening 1985 is de lijst van nummers die het tijdens het jaar 1985 het best hebben gedaan in de Afrekening, de wekelijkse lijst van Studio Brussel.
| Nummer | Artiest                          | Titel                                  |
| ------ | -------------------------------- | -------------------------------------- |
| 1      | Simple Minds                     | Alive & Kicking                        |
| 2      | Talking Heads                    | Road To Nowhere                        |
| 3      | Elton John                       | Nikita                                 |
| 4      | Grace Jones                      | Slave to the Rhythm                    |
| 5      | Mick Jagger & David Bowie        | Dancing in the Street                  |
| 6      | Artists United Against Apartheid | Sun City                               |
| 7      | Feargal Sharkey                  | A Good Heart                           |
| 8      | Suzanne Vega                     | Marlene on the Wall                    |
| 9      | Lloyd Cole                       | Brand New Friend                       |
| 10     | Sting                            | Russians                               |
| 11     | A-ha                             | Take On Me                             |
| 12     | The Cure                         | Close To Me                            |
| 13     | Bryan Adams Tina Turner          | It's Only Love                         |
| 14     | Sade                             | The Sweetest Taboo                     |
| 15     | Princess                         | Say I'm Your Number One                |
| 16     | Kate Bush                        | Cloudbusting                           |
| 17     | Bryan Adams                      | The Bryan Adamix                       |
| 18     | Huey Lewis and the News          | The Power of Love                      |
| 19     | Stevie Wonder                    | Part Time Lover                        |
| 20     | U2                               | Sunday Bloody Sunday                   |
| 21     | The Cure                         | In Between Days                        |
| 22     | Mr. Mister                       | Broken Wings                           |
| 23     | Echo & the Bunnymen              | Bring on the Dancing Horses            |
| 24     | Dirk Blanchart                   | Fool Yourself Forever                  |
| 25     | The Popgun                       | Always Alone                           |
| 26     | Simply Red                       | Holding Back the Years                 |
| 27     | The Smiths                       | The Boy with the Thorn in his Side     |
| 28     | Katrina & the Waves              | Que Te Quiero                          |
| 29     | Propaganda                       | p:Machinery                            |
| 30     | TC Matic                         | Elle adore le noir pour sortir le soir |

1985 · 1986 · 1987 · 1988 · 1989 · 1990 · 1991 · 1992 · 1993 · 1994 · 1995 · 1996 · 1997 · 1998 · 1999 · 2000 · 2001 · 2002 · 2003 · 2004 · 2005 · 2006 · 2007 · 2008 · 2009 · 2010 · 2011 · 2012 · 2013 · 2014